# 履正社国際医療スポーツ専門学校

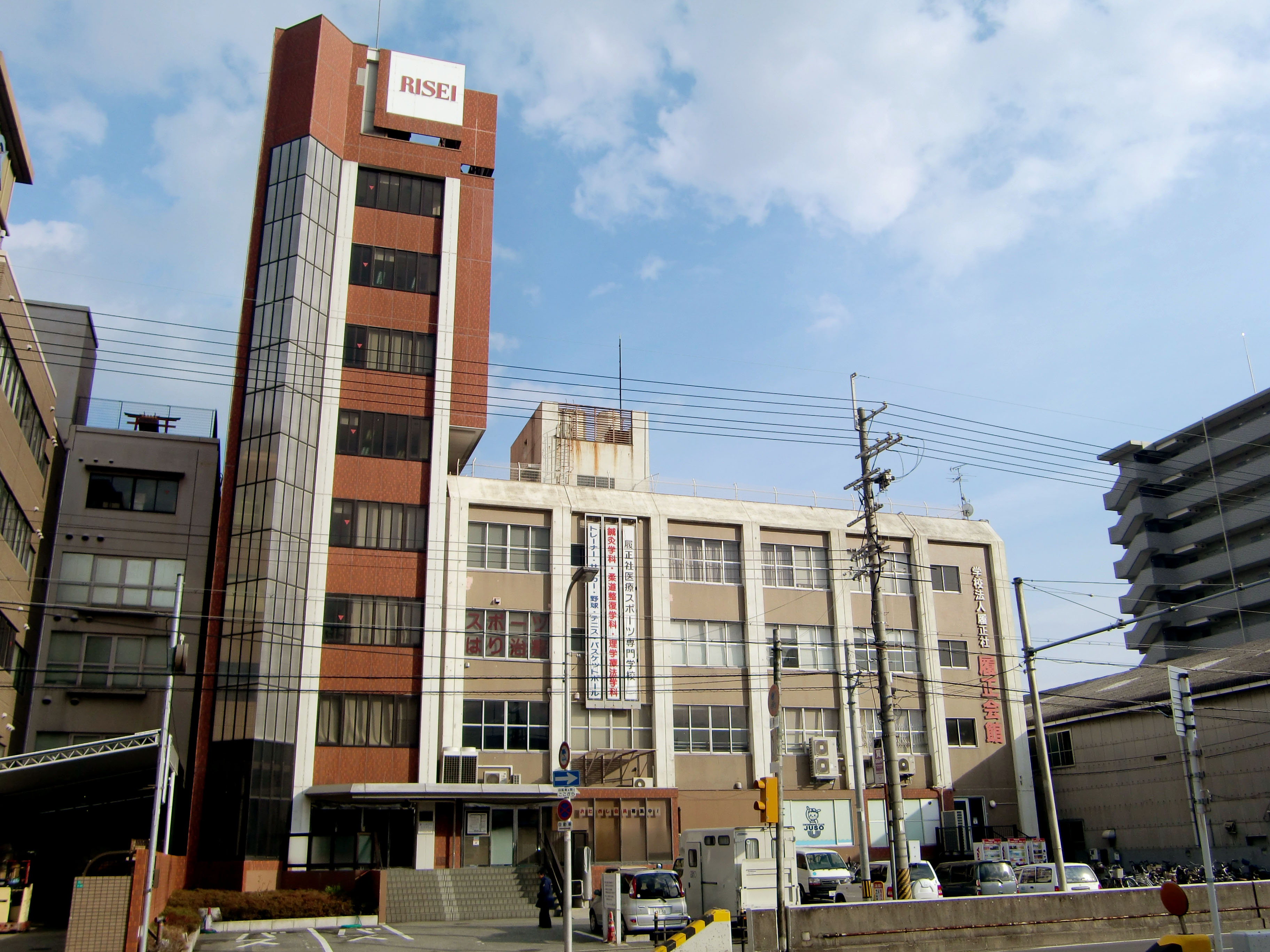
履正会館

履正社国際医療スポーツ専門学校（りせいしゃこくさいいりょうスポーツせんもんがっこう、英語：Riseisha international college of medicine and sport）は、大阪府大阪市淀川区十三本町にある専修学校である。

## 概要
創立以来100年の歴史と伝統を持つ学校法人履正社が運営しており、医療分野とスポーツ分野で社会貢献ができる人材の育成を目的としている。理学療法士、柔道整復師、鍼灸師（はり師・きゅう師 ）の医療国家資格や、文部科学省が管轄する日本スポーツ協会公認アスレティックトレーナー資格、パーソナルトレーナー資格、スポーツ指導者・レフェリー・スポーツビジネスなどに関連する専門資格を取得できる。2020年4月には、日本で初めてスポーツに特化した英語を学べる高等教育機関として「スポーツ外国語学科」を新設。グローバル化の進む国内外のスポーツ現場への就職を目標に、「スポーツの専門知識・技能・資格」と「英語力」の両方を習得ことを目的としている。系列の履正社スポーツ専門学校北大阪校についてもここで記す。

## 沿革
＜主な出典：＞
- 1970年 - 十三経理専門学校開校、十三スイミングクラブ開設
- 1980年 - 履正スイミングクラブ曽根開設
- 1983年 - 大阪情報経理専門学校と改称
- 1985年 - 履正スイミングクラブ金剛開設
- 1988年 - 大阪秘書ビジネス専門学校開設
- 1998年 - 履正社学園コミュニティ・スポーツ専門学校と改称、ウエルネススポーツ科設置
- 2002年 - 医療専門課程／鍼灸学科・柔道整復学科設置
- 2005年 - 医療専門課程／理学療法学科設置
- 2008年 - 履正社医療スポーツ専門学校と改称
- 2016年 - 箕面森町に箕面キャンパスを設置
- 2017年 - 箕面キャンパスに 履正社スポーツ専門学校 北大阪校を開校
- 2020年 - スポーツ外国語学科設置
- 2022年 - 履正社国際医療スポーツ専門学校と改称

## 教育

### 学科
- 文化・教養専門課程
  - スポーツ学科
    - バスケットボールコース
    - サッカーコース（北大阪校）
    - ライフ・フィットネストレーナーコース
    - アスレティックトレーナーコース
    - 野球コース（北大阪校）
    - ソフトテニスコース（北大阪校）

  - スポーツ外国語学科（2020年4月新設）
    - 英語コース
- 医療専門課程
  - 理学療法学科（昼間部／夜間部）
  - 柔道整復学科（午前部／午後部）
  - 鍼灸学科（午前部／午後部）

## ダブルラーニング制度
競技・トレーナー・医療・英語の4つの領域を横断的に、自由に組み合わせて履修することのできる同校独自のプログラム。
中でも、国内最高峰のトレーナー資格である日本スポーツ協会公認アスレティックトレーナー資格と理学療法士の国家免許を同時に取得できる（「医療+アスレティックトレーナー」）学校は、関西では大学を含めても同校のみとなっている。

（2023年4月以降、履修可能なダブル・ラーニング制度）
- メディカルアスリート専攻・・・スポーツ専門資格+医療国家免許（競技者の心身を理解し、サポートする“体育会系医療人”を目指す）
- 競技&アスレティックトレーナー・・・スポーツ専門資格+アスレティックトレーナー資格（特定の競技に強い、専門的なアスレティックトレーナーを目指す）
- 医療+アスレティックトレーナー・・・医療国家免許+アスレティックトレーナー資格（スポーツと医療の両面からアスリートを支える即戦力トレーナーを目指す）
- 医療+パーソナルトレーナー・・・医療国家免許（鍼灸師）+パーソナルトレーナー資格（ボディメイクとボディケアの専門家として、治療もできるパーソナルトレーナーを目指す）
- 国際アスレティックトレーナー専攻・・・アスレティックトレーナー資格+英語力（英語を武器に、グローバル化の進むプロスポーツの現場で活躍するトレーナーを目指す）
- 国際スポーツ専攻・・・スポーツ専門資格+英語力（グローバルな舞台で活躍するスポーツ指導者やレフェリーを目指す）
- 国際医療専攻・・・医療国家免許+英語力（病院や治療院で高まる外国人対応のニーズに応える医療人を目指す）

## 学生生活

### 部活動
スポーツ学科のサッカーコース・野球コースはそれぞれ社会人チーム、テニスコース・ソフトテニスコース・バスケットボールコースはそれぞれ部や男女チームとして活動している
- サッカーコース：履正社FC、履正社CLUB（ともに大阪府社会人リーグ）、履正者FCレディース
- 野球コース：男子硬式野球部は『履正社スポーツ専門学校』として日本野球連盟に加盟し社会人野球の企業チーム（専門学校チーム）として活動、履正社RECTOVENUS（女子硬式野球部）

## 学校関係者と組織

### 学校関係者一覧
- 加藤秀司 - 元プロ野球選手。2008年～2009年まで硬式野球部のコーチを務めた。
- 西正文 - ソウルオリンピック・バルセロナオリンピック野球日本代表。硬式野球部の監督を務めた。
- 岩田徹 - 元プロ野球選手。硬式野球部のコーチを務めた。
- 高村洋介 - 元プロ野球選手。硬式野球部のコーチを務めた。
- 石山一秀 - 元プロ野球選手。女子硬式野球部（履正社RECTVENUS）の監督を務めた。
- 佐藤正尭 - 元プロ野球選手。2016年に入学し野球コースを専攻し硬式野球部でプレーしていた。
- 木村敏靖 - 2016年育成選手ドラフト4位で東北楽天ゴールデンイーグルスに入団。同校野球部出身として初のドラフト指名選手。
- 柴田凌 - 野球コースを専攻し、阪神園芸就職後、オリックス・バファローズに通訳として入団。
- 橘田恵 - 元女子野球選手、元侍ジャパン女子日本代表監督。
- 高祖和弘 - 元サッカー選手。現在は履正社FCの監督を務めている。
- 佐藤秀典 - 元ラグビー日本代表通訳。2020年に開校したスポーツ外国語学科の学科長を務めている。

## 施設

### キャンパス
十三キャンパス（大阪府大阪市淀川区十三本町3-4-21）
- 使用学科・コース
  - 【スポーツ学科】アスレティックトレーナーコース、パーソナルトレーナーコース、スポーツ福祉コース、スポーツインストラクターコース、バスケットボールコース
  - 【医療専門課程】鍼灸学科、柔道整復学科、理学療法学科
- 付属施設：バスケットボール専用体育館、りせい鍼灸院接骨院、履正スイミングクラブ
- アクセス：阪急電鉄『十三駅』西口より徒歩5分

茨木キャンパス（大阪府茨木市東福井3-38-16）
- 使用学科・コース
  - 【スポーツ学科】サッカーコース
- 付属施設：専用の野球場、人工芝を採用したサッカー場
- アクセス：阪急京都本線『茨木市駅』もしくはJR京都線（東海道本線）『茨木駅』から阪急バス「東福井3丁目」下車すぐ

箕面キャンパス（大阪府箕面市森町西1-1-65）
- 使用学科・コース
  - 【スポーツ学科】野球コース、テニス・ソフトテニスコース
- 付属施設：専用の野球場、砂入り人工芝のテニスコート
- アクセス
  - 北大阪急行電鉄・大阪モノレール『千里中央駅』から阪急バス「箕面森町地区センター」下車すぐ
  - 能勢電鉄妙見線『光風台駅』から阪急バス「箕面森町地区センター」下車すぐ
  - 能勢電鉄妙見線『ときわ台駅』から豊能町リレー便バス「箕面森町地区センター」下車すぐ